# Leucoperina batesi
Leucoperina batesi är en fjärilsart som beskrevs av Bethune-Baker 1927. Leucoperina batesi ingår i släktet Leucoperina och familjen tofsspinnare. Inga underarter finns listade i Catalogue of Life.